# Clara Calamai
Clara Calamai, née à Prato le 7 septembre 1909 et morte à Rimini le 21 septembre 1998, est une actrice italienne.

## Biographie

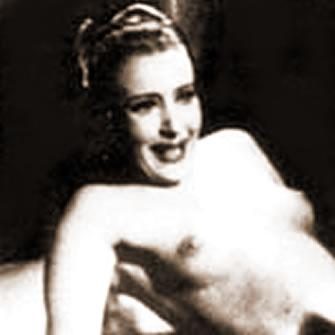
Clara Calamai seins nus dans La Farce tragique (1942).

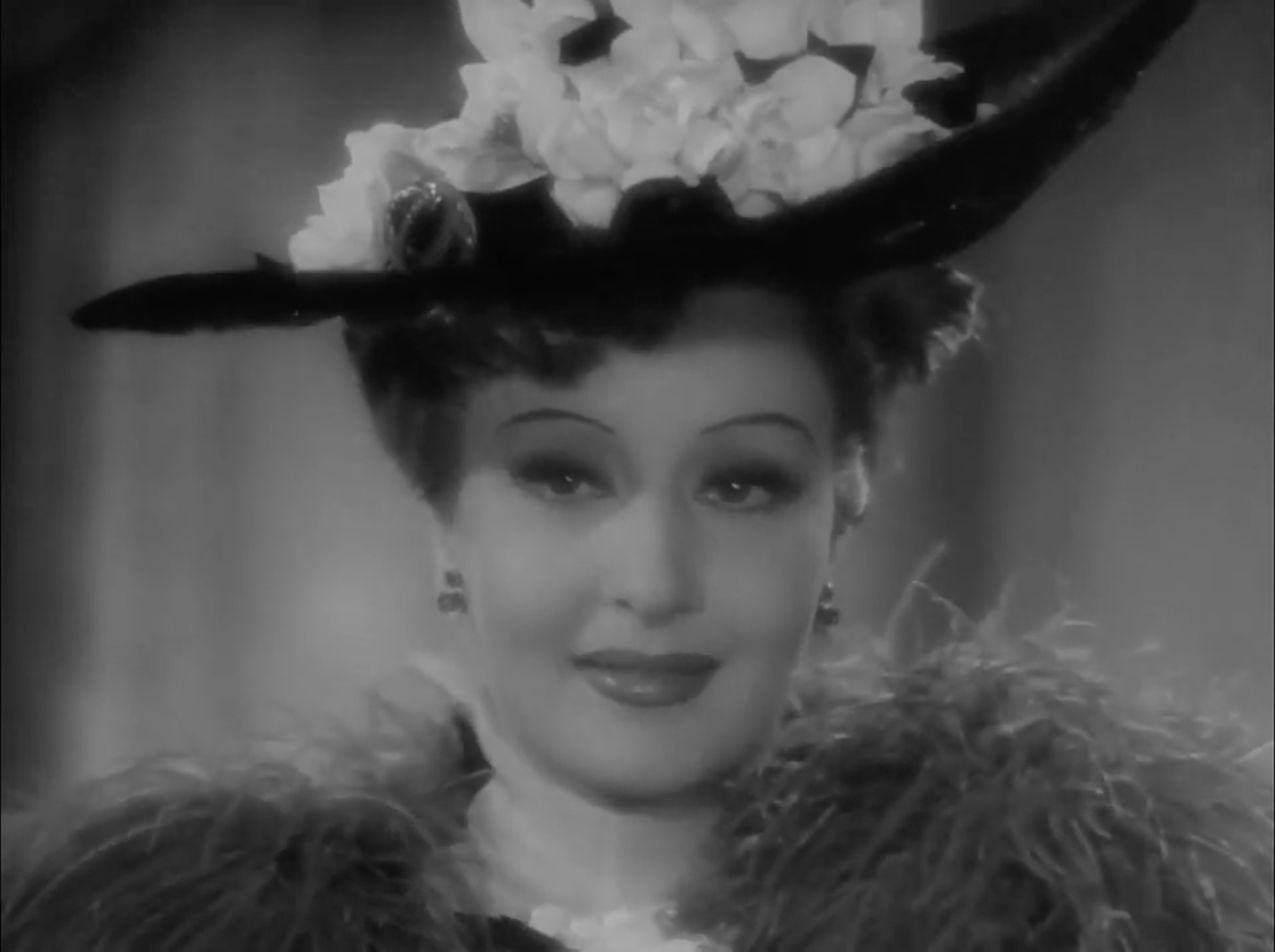
Clara Calamai dans Adieu jeunesse ! (1940).

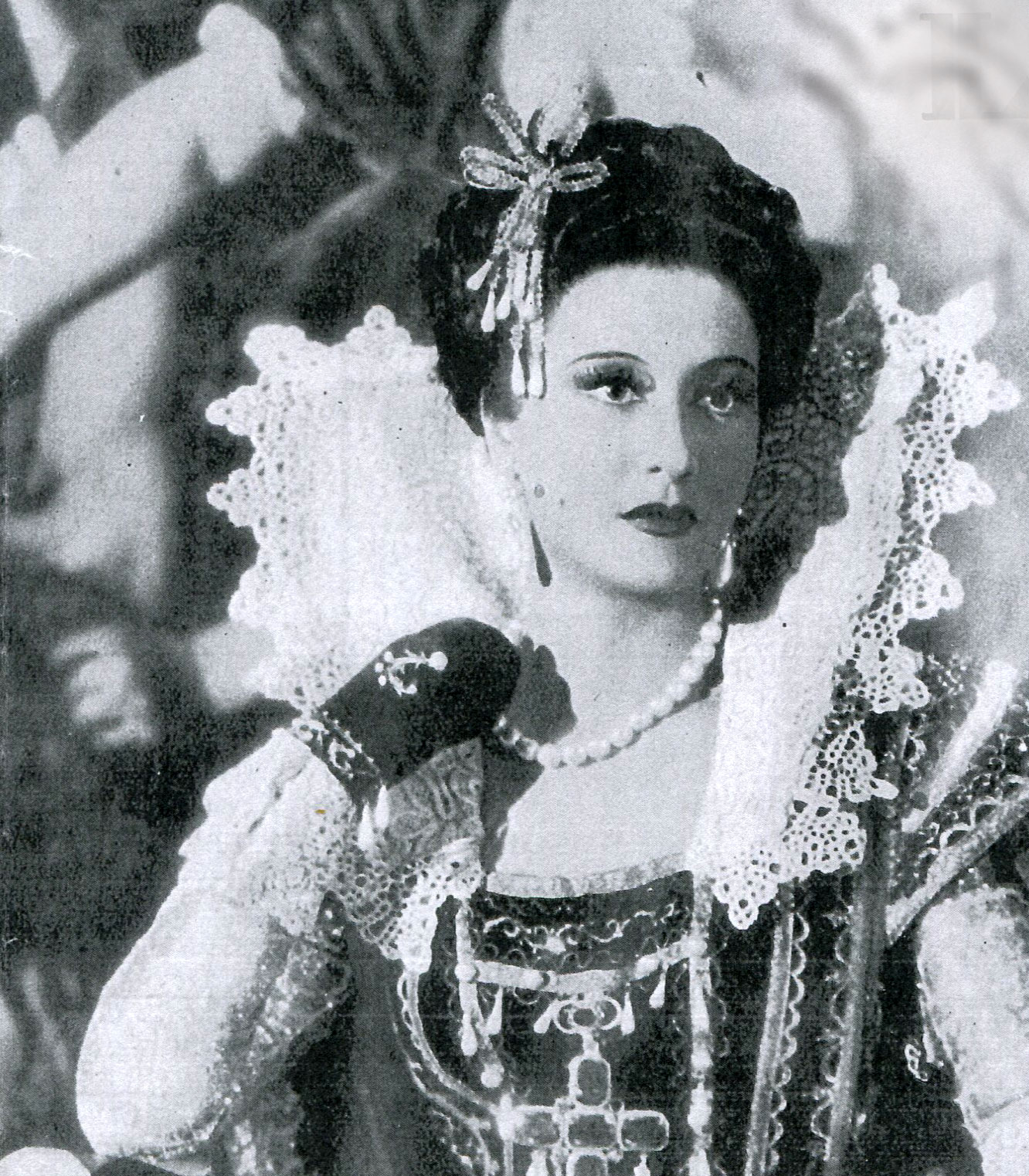
Clara Calamai dans Michel-Ange de Caravage, le peintre maudit (1941).

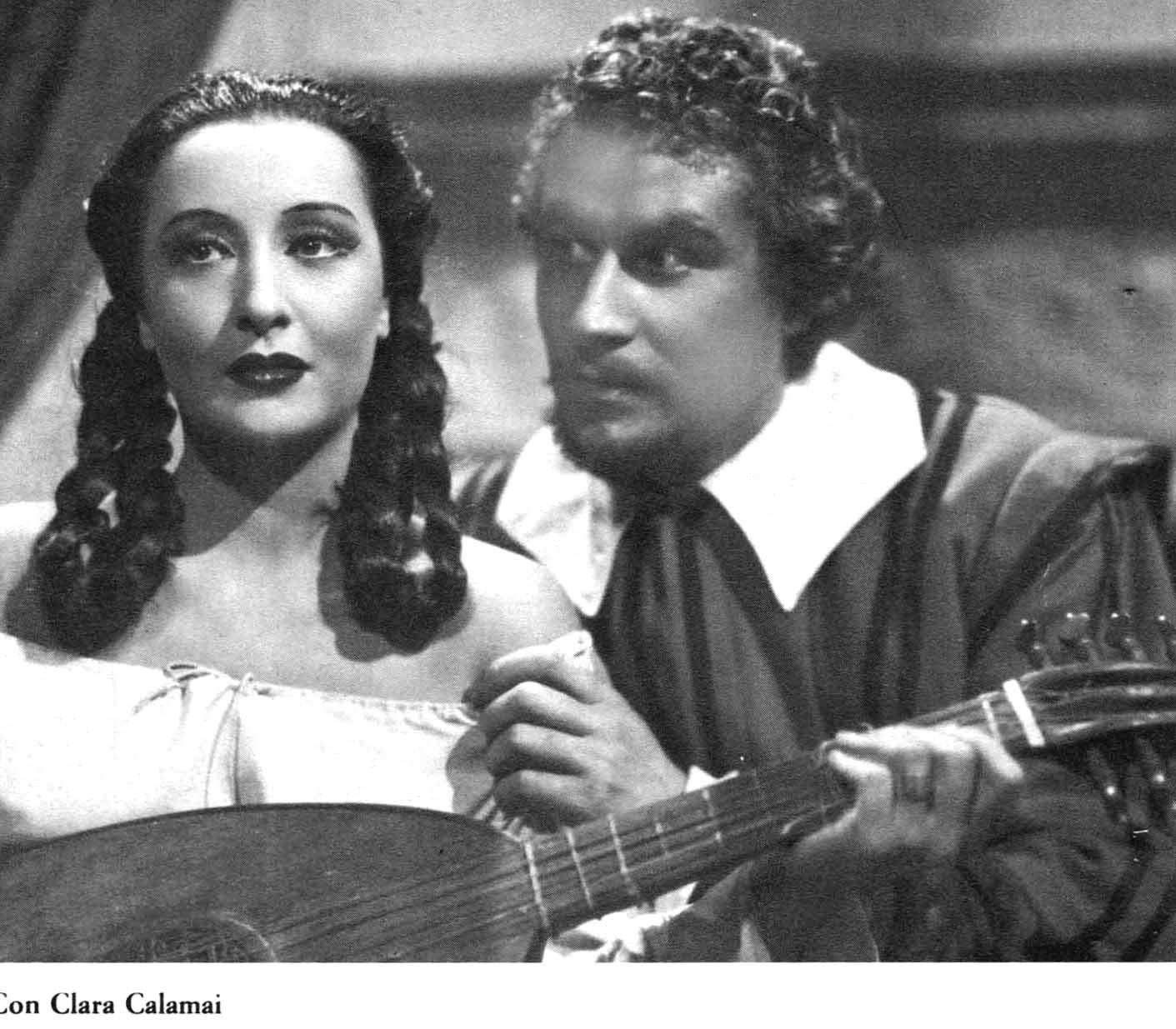
Clara Calamai et Amedeo Nazzari dans Michel-Ange de Caravage, le peintre maudit (1941).

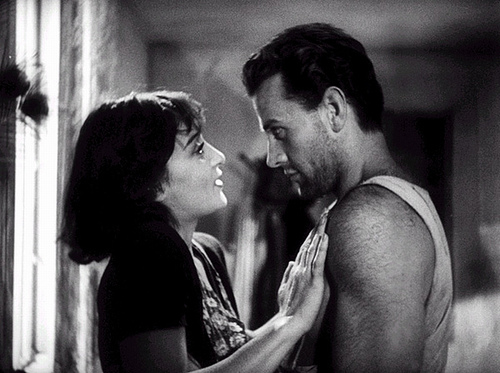
Clara Calamai et Massimo Girotti dans Les Amants diaboliques (1943).

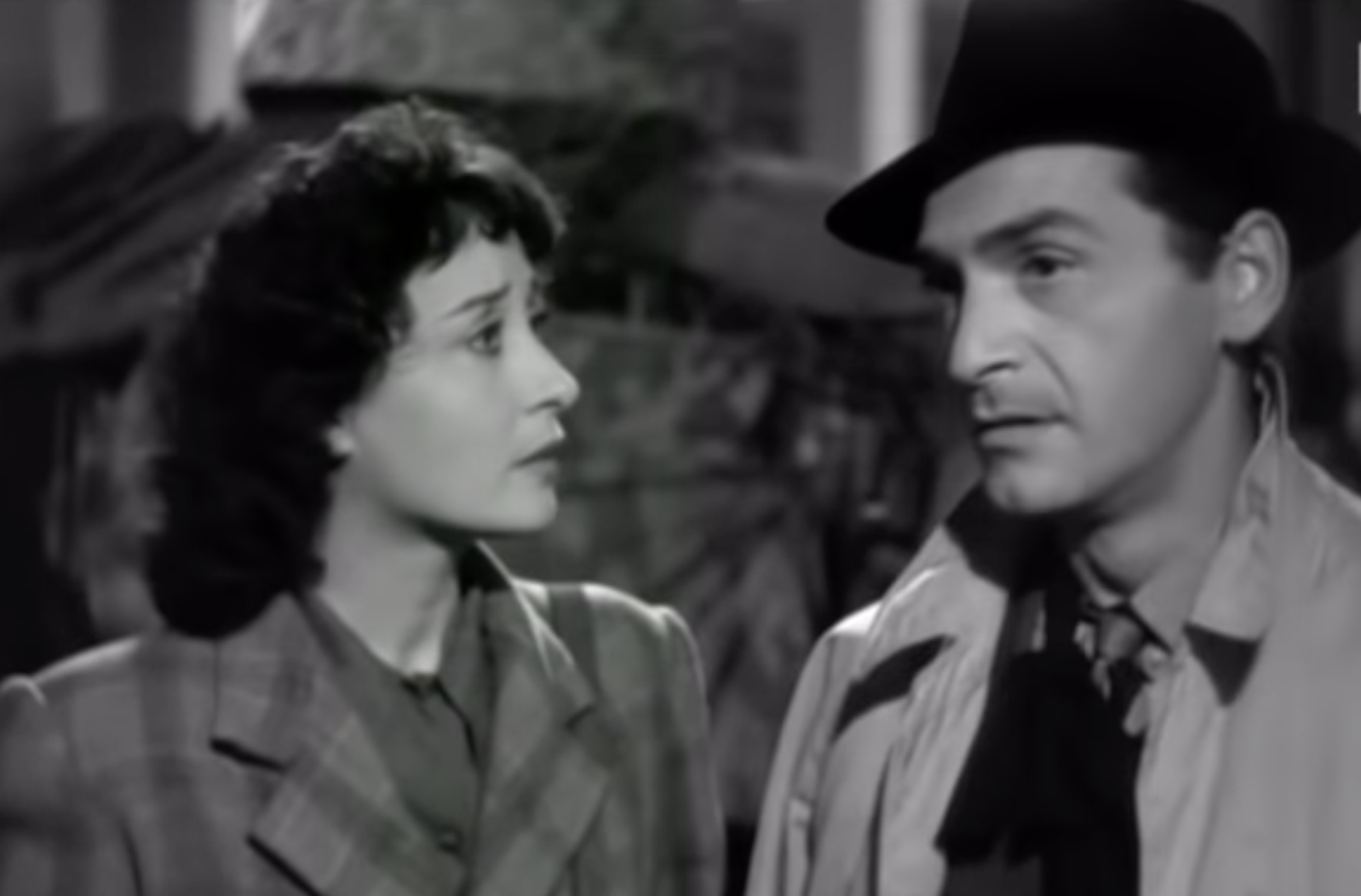
Clara Calamai et Andrea Checchi dans Deux Lettres anonymes (1945).

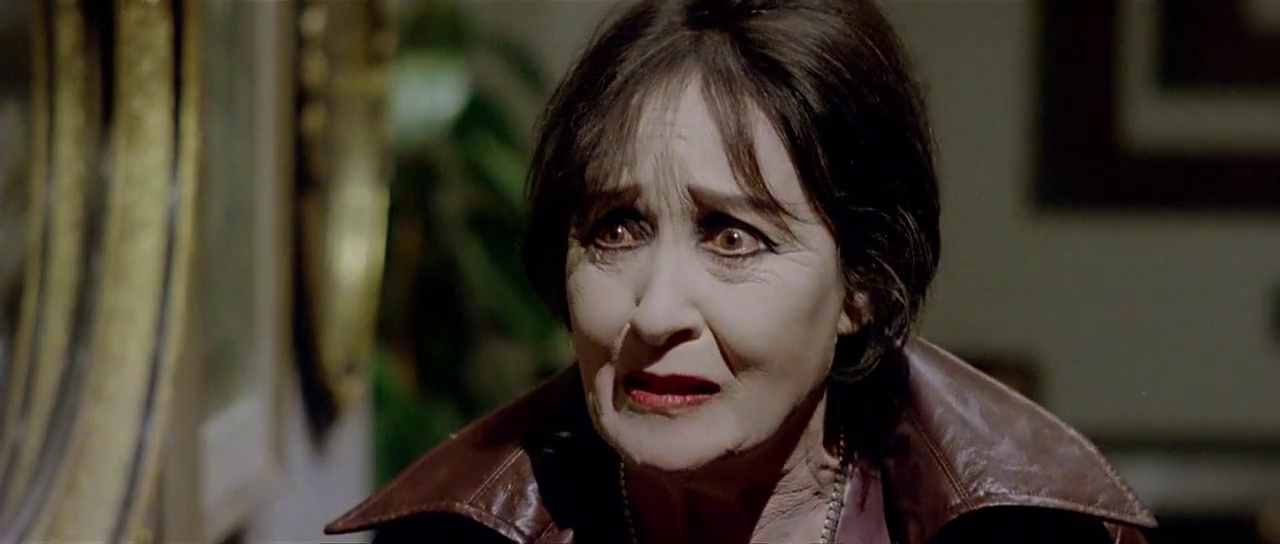
Clara Calamai dans Les Frissons de l'angoisse (1975).

Elle fait ses débuts en 1938 dans Pietro Micca, un film historico-épique réalisé par Aldo Vergano (dans lequel elle est créditée du pseudonyme « Clara Mais »). Elle devient rapidement populaire, jouant dans plusieurs films de la fin des années 1930 jusqu'au début des années 1950. Son apparition seins nus, qui ne dure que 18 images (0,75 seconde) dans La Farce tragique (1942), une transposition cinématographique de la pièce de théâtre éponyme (it) de Sem Benelli réalisée par Alessandro Blasetti, a provoqué un énorme émoi dans le public et a entraîné l'interdiction du film aux moins de 16 ans. Pendant longtemps, il a été colporté que Calamai était la première actrice italienne à être apparue seins nus dans un film, alors qu'en réalité Vittoria Carpi avait déjà révélé un sein sur grand écran en 1941, dans un autre film réalisé par Alessandro Blasetti, La Couronne de fer.
Calamai avait alors une villa à Castiglioncello où elle se rendait dans les pauses entre ses tournages, bien avant que la région ne devienne le lieu de villégiature couru des « cinematografari » des années 1960 que sont Alberto Sordi, Marcello Mastroianni ou Vittorio Gassman. Tout au long des années 1940, Calamai était l'une des actrices de cinéma italiennes les plus connues et les plus appréciées, au même titre qu'Alida Valli, Valentina Cortese, Anna Magnani, sa rivale Doris Duranti, Marina Berti, María Denis, Luisa Ferida, Isa Miranda, Elisa Cegani et Assia Noris. Polyvalente, elle a joué dans des drames, des films d'aventure, des films à caractère historique et aussi dans des comédies de téléphones blancs. Les rôles qui l'inscrivent dans l'histoire du cinéma sont ceux qu'elle a interprétés dans Les Amants diaboliques (1943) de Luchino Visconti, un précurseur du néoréalisme, tourné en pleine Seconde Guerre mondiale aux côtés de Massimo Girotti, où elle a remplacé au dernier moment Anna Magnani (indisponible en raison de sa grossesse), et dans L'adultera (1946) de Duilio Coletti, pour lequel elle a remporté le Ruban d'argent de la meilleure actrice lors de la première édition du prix, institué cette année-là.
Entre-temps, en 1945, elle avait épousé le comte et producteur de cinéma Leonardo Bonzi, dont elle eut deux filles : elle commença délibérément à négliger le cinéma et ses représentations devinrent, à partir du début des années 1950, de plus en plus sporadiques. En 1959, le mariage prend fin (avec annulation par la Sacra Rota) et Calamai se lie avec le commandant de l'armée de l'air Valerio Andreoni. En 1957, elle travaille à nouveau avec Visconti dans Nuits blanches, où elle joue le rôle d'une prostituée. En 1960, elle participe au téléfilm Tom Jones (it) de la Rai (elle avait déjà travaillé pour le petit écran en 1954 dans le drame Le zitelle di via Hydar et en 1955 dans la pièce télévisée La notte di sette minuti adaptée de la nouvelle La Nuit des sept minutes de Georges Simenon).
Par la suite, ses apparitions se sont faites beaucoup plus rares. En 1975, Dario Argento l'appelle pour jouer un rôle dans le giallo Les Frissons de l'angoisse, qui sera la dernière apparition de l'actrice au cinéma. Le film a connu un grand succès dans le monde entier (rien qu'en Italie, il a enregistré 5 720 467 entrées générant 3 709 723 306 lires,) et est rapidement devenu un film culte, célébré par les cinéphiles. Immédiatement après Les Frissons de l'angoisse, Calamai se retire définitivement du monde du cinéma, bien qu'elle continue d'apparaître en tant qu'invitée dans des émissions télévisées jusqu'à la fin des années 1970 et qu'elle participe également à quelques programmes radiophoniques et dramatiques, jusqu'à sa retraite complète dans les années 1980.

## Filmographie
- 1938 : Pietro Micca d'Aldo Vergano
- 1938 : Il destino in tasca (it) de Gennaro Righelli
- 1938 : On a kidnappé un homme (it) (Hanno rapito un uomo) de Gennaro Righelli
- 1938 : Ettore Fieramosca d'Alessandro Blasetti
- 1939 : Le Ring enchanté (it) (Io, suo padre) de Mario Bonnard
- 1939 : Le Petit Boulanger de Venise (Il fornaretto di Venezia) de Duilio Coletti
- 1939 : Il socio invisibile (it) de Roberto Roberti
- 1939 : L'eredità in corsa (it) d'Oreste Biancoli
- 1940 : Boccaccio (it) de Marcello Albani
- 1940 : Adieu jeunesse ! (Addio giovinezza!) de Ferdinando Maria Poggioli
- 1940 : Capitan Fracassa (it) de Duilio Coletti
- 1940 : Les Surprises du wagon-lit (it) (Le sorprese del vagone letto) de Gian Paolo Rosmino
- 1940 : Manovre d'amore de Gennaro Righelli
- 1941 : Lumières dans les ténèbres (Luce nelle tenebre) de Mario Mattoli
- 1941 : Michel-Ange de Caravage, le peintre maudit (Caravaggio, il pittore maledetto) de Goffredo Alessandrini
- 1941 : Il re del circo (it) de Tullio Covaz et Hans Hinrich
- 1941 : I mariti (it) de Camillo Mastrocinque
- 1941 : L'avventuriera del piano di sopra de Raffaello Matarazzo
- 1941 : Les Pirates de la Malaisie (I pirati della Malesia) d'Enrico Guazzoni
- 1941 : Brivido (it) de Giacomo Gentilomo
- 1942 : Ma femme et son détective (La guardia del corpo) de Carlo Ludovico Bragaglia
- 1942 : La regina di Navarra de Carmine Gallone
- 1942 : Oui madame (Sissignora) de Ferdinando Maria Poggioli
- 1942 : La Farce tragique (La cena delle beffe) de Alessandro Blasetti
- 1942 : Le vie del cuore (it) de Camillo Mastrocinque
- 1943 : Les Amants diaboliques (Ossessione) de Luchino Visconti
- 1943 : Un procès sensationnel (it) (Una piccola moglie) de Giorgio Bianchi
- 1943 : Enrico IV (it) de Giorgio Pàstina
- 1944 : L'Homme à femmes (Le sorelle Materassi) de Ferdinando Maria Poggioli
- 1944 : Dernier Amour (it) (Addio, amore!) de Gianni Franciolini
- 1945 : Deux Lettres anonymes (Due lettere anonime) de Mario Camerini
- 1945 : La resa di Titì de Giorgio Bianchi
- 1946 : Le monde est comme ça (it) (Il mondo vuole così) de Giorgio Bianchi
- 1946 : L'adultera de Duilio Coletti
- 1946 : Le Tyran de Padoue (it) (Il tiranno di Padova) de Max Neufeld
- 1947 : Ultimo amore de Luigi Chiarini
- 1947 : Amants sans amour (Amanti senza amore) de Gianni Franciolini
- 1947 : Cuando los ángeles duermen (es) de Ricardo Gascón (es)
- 1949 : Le Chevalier de la révolte (Vespro siciliano) de Giorgio Pàstina
- 1949 : Romanticismo de Clemente Fracassi
- 1952 : Chair inquiète (Carne inquieta) de Silvestro Prestifilippo (it)
- 1952 : Il moschettiere fantasma (en) de Max Calandri (it)
- 1957 : Nuits blanches (Le notti bianche) de Luchino Visconti
- 1958 : L'Esclave d'Orient (Afrodite, dea dell'amore) de Mario Bonnard
- 1967 : Les Sorcières (Le streghe) - segment La Sorcière brûlée vive (La strega bruciata viva) de Luchino Visconti
- 1975 : La Pécheresse (La peccatrice) de Pier Ludovico Pavoni
- 1975 : Les Frissons de l'angoisse (Profondo rosso) de Dario Argento

## Dramatique télé de la Rai
- Le zitelle di via Hydar d'Enzo Duse, mis en scène par Silverio Blasi, diffusé le 31 décembre 1954.
- La notte di sette minuti de Georges Simenon et Charles Méré, mis en scène par Alessandro Brissoni, diffusé le 6 mars 1955.
- Tom Jones d'Henry Fielding, mis en scène par Eros Macchi, divisé en six épisodes diffusés du 29 mai au 3 juillet 1960.